# Hans von Sponeck

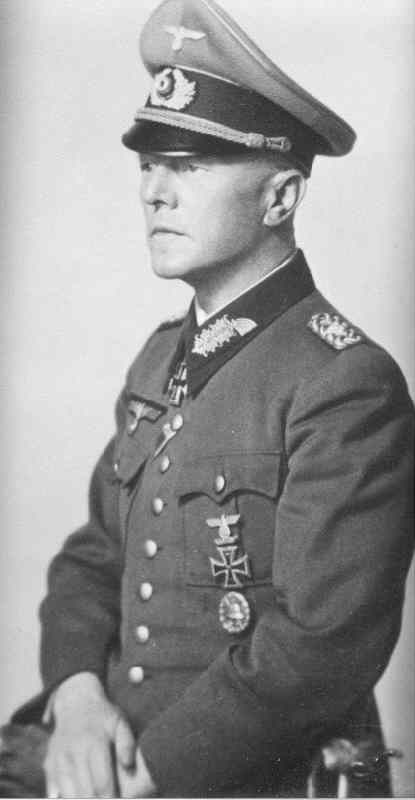
Hans Graf von Sponeck

Hans Emil Otto Graf von Sponeck (* 12. Februar 1888 in Düsseldorf; † 23. Juli 1944 in Germersheim) war deutscher Generalleutnant der Wehrmacht im Zweiten Weltkrieg.

## Leben

### Familie
Er stammte aus der Familie der Grafen von Sponeck. Seine Eltern waren der Rittmeister Emil August Joseph Anton von Sponeck (1850–1888) und dessen Ehefrau Maria, geborene Courtin (1856–1927). Theodor von Sponeck (1896–1982), ebenfalls Generalleutnant der Wehrmacht, war einer seiner Cousins.
Seine Kindheit war von militärischer Erziehung geprägt. Der Sohn Hans-Christof, einer der ersten Kriegsdienstverweigerer, war ein hochrangiger UN-Diplomat. Ein weiterer Sohn, Hans-Curt, war 1941 als Hauptmann Staffelkapitän im Jagdgeschwader 5 der Luftwaffe. Nach dem Rückzug seines Vaters wurde ihm das Kommando über seine Einheit entzogen. Es erfolgte eine Versetzung zum Schnellkampfgeschwader 10 nach Caen.

### Militärkarriere
1908 trat Sponeck in das Garde-Grenadier-Regiment Nr. 5 der Preußischen Armee in Spandau ein und wurde als Leutnant und Adjutant des II. Bataillons verwendet. Während des Ersten Weltkriegs wurde er 1915 als Regimentsadjutant zum Infanterie-Regiment Nr. 262 an die Ostfront versetzt, in dem er später auch als Kompaniechef Dienst tat. 1916 folgte seine Verwendung im Generalstab des Gardekorps und 1917 beim Großen Generalstab.
In der Zeit der Weimarer Republik in die Reichswehr übernommen, versah Sponeck seinen Dienst in verschiedenen Stäben. U. a. war er im Generalstab des Artillerieführers III tätig und stieg bis 1934 zum Oberst auf. 1937 trat er zur Luftwaffe über und war dort Luftgaubefehlshaber in Berlin und München. In dieser Stellung am 1. März 1938 zum Generalmajor befördert, kehrte Sponeck jedoch im Juli 1938 zum Heer zurück und wurde im November zum Kommandeur der 22. Infanterie-Division in Bremen ernannt.

#### Zweiter Weltkrieg
Zu Beginn des Zweiten Weltkrieges nahm Sponeck mit dieser Division am Überfall auf Polen teil, die später zum Luftlandeeinsatz ausgebildet wurde. Im Februar 1940 folgte seine Beförderung zum Generalleutnant. Bei Beginn des Frankreichfeldzugs war seine Division am misslungenen Luftlandeunternehmen zur Einnahme von Den Haag beteiligt. Am 14. Mai 1940 wurde ihm das Ritterkreuz des Eisernen Kreuzes verliehen. Während des Krieges gegen die Sowjetunion 1941 wurde er Kommandierender General des XXXXII. Armeekorps und nahm im Rahmen der Heeresgruppe Süd an der Eroberung der Halbinsel Krim teil.
Ende Dezember sollte einer seiner Verbände, die 46. Infanterie-Division, die Halbinsel Kertsch halten. Im Zuge der Kertsch-Feodossijaer Operation landeten am 26. Dezember die 244. Schützendivision und die 83. Marineinfanterie-Brigade der Roten Armee unter Schutz starker Seestreitkräfte auf der Halbinsel; der 46. Infanterie-Division gelang es jedoch, den Brückenkopf abzuriegeln. Als am 29. Dezember 1941 Teile der sowjetischen 44. Armee in Feodossija landeten, bestand die Gefahr, dass das deutsche XXXXII. Armeekorps rückwärtig abgeschnitten würde, daher befahl Sponeck ohne Rücksprache mit seiner vorgesetzten Kommandobehörde, der 11. Armee unter Erich von Manstein, der 46. Infanterie-Division die Räumung der Halbinsel Kertsch. Durch die schnelle Umsetzung des Befehls und den Abbau der Funkstellen machte er auch eine Rücknahme des Befehls durch die 11. Armee unmöglich.
Am 31. Dezember 1941 wurde Sponeck wegen seines eigenmächtigen Rückzuges seines Kommandos enthoben und in Berlin vor ein Kriegsgericht unter Vorsitz von Hermann Göring gestellt. In diesem Kriegsgerichtsverfahren wurden wichtige Zeugenaussagen nicht zugelassen, und der Angeklagte musste während der Verhandlungsdauer permanent stehen. Sponeck wurde am 23. Januar 1942 wegen „fahrlässigen Ungehorsams im Felde“ zum Tode verurteilt. Das Urteil wurde am 22. Februar 1942 durch Adolf Hitler in sechs Jahre Festungshaft umgewandelt.
Sponeck verbrachte seine Festungshaft im Militärgefängnis in Germersheim. Mehrfache Versuche Erich von Mansteins, eine völlige Rehabilitierung des Generals Graf von Sponeck zu erwirken, blieben indes erfolglos. Seine Familie wurde in Sippenhaft genommen und seine Vermögenswerte beschlagnahmt.
Obwohl er keinen Kontakt zu den Attentätern des 20. Juli 1944 gehabt hatte, wurde er am 23. Juli 1944 auf Befehl Himmlers mit aktiver Unterstützung des Gauleiters Josef Bürckel ohne Urteil zum Exempel erschossen. Dieser demonstrative Mord sollte alle Offiziere zu unbedingtem Gehorsam auffordern.
Sponeck wurde in Germersheim beigesetzt. Dies wurde indes erst nach Kriegsende bekannt. 1952 wurde sein Leichnam dann auf dem Dahner Ehrenfriedhof beigesetzt.

#### Kritik
Der Historiker Götz Aly sieht keine Distanz Sponecks zur Vernichtungspolitik des NS-Systems. Zwei Tage vor dem Angriff auf die Sowjetunion habe er einen Befehl erlassen, jüdische Kriegsgefangene abzusondern und zu töten.

## Auszeichnungen, Ehrungen

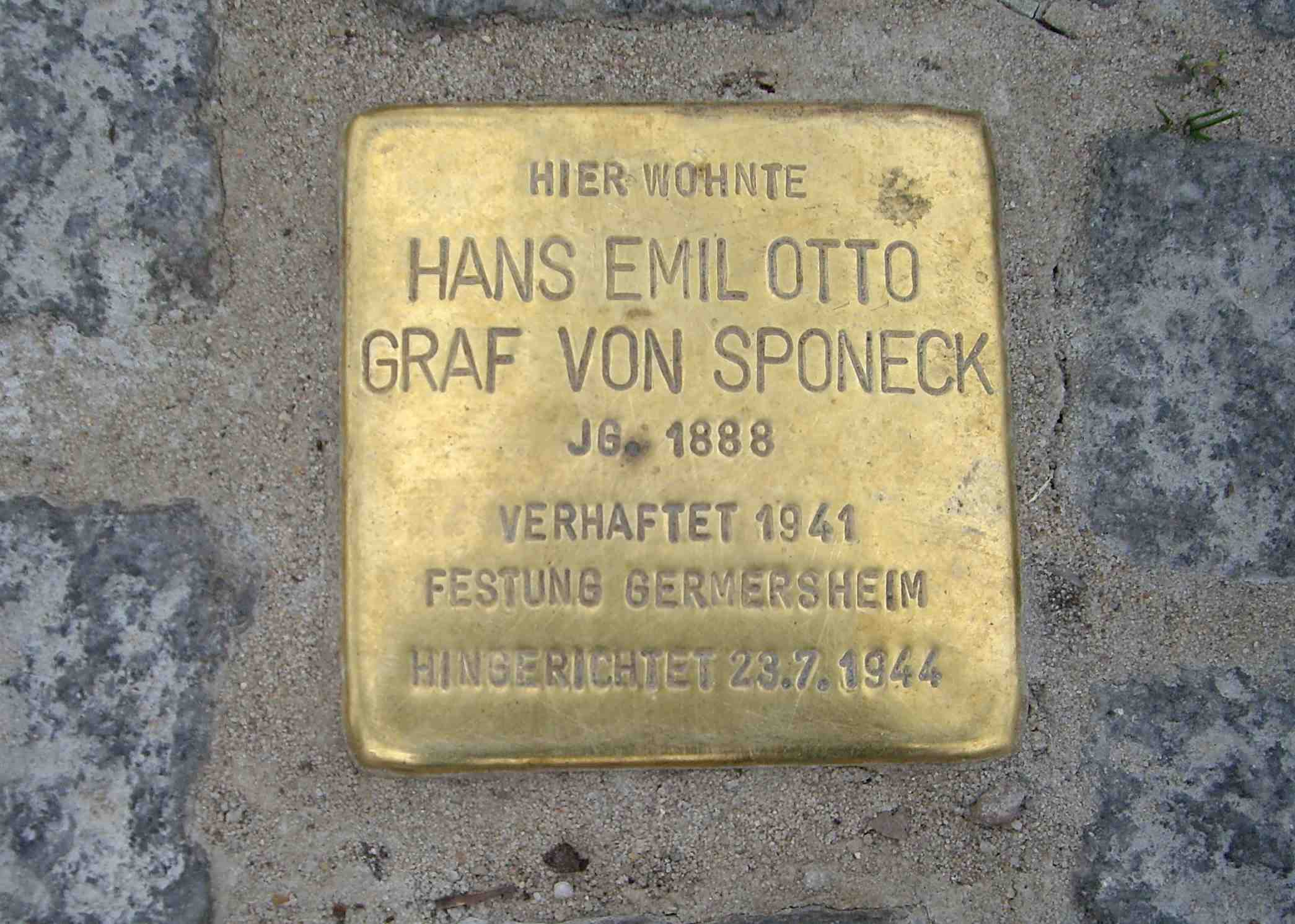
Stolperstein zum Gedenken an Hans von Sponeck (2007–2015 in Bremen).

- Eisernes Kreuz (1914) II. und I. Klasse[6]
- Preußische Rettungsmedaille am Band[6]
- Bayerischer Militärverdienstorden IV. Klasse mit Schwertern[6]
- Ritterkreuz I. Klasse des Friedrichs-Orden mit Schwertern[6]
- Ritterkreuz II. Klasse des Ordens vom Zähringer Löwen mit Schwertern[6]
- Lippisches Kriegsverdienstkreuz[6]
- Verwundetenabzeichen (1918) in Silber[6]
- Spange zum Eisernen Kreuz (1939) II. und I. Klasse
- Ritterkreuz des Eisernen Kreuzes (1940)
- Im Bremer Stadtteil Neue Vahr wurde die Graf-Sponeck-Straße nach ihm benannt.
- 2007 wurde vor seiner ehemaligen Dienstwohnung in Bremen Horn-Lehe ein Stolperstein verlegt. Nach der Veröffentlichung neuerer Forschungsergebnisse zur Rolle Hans von Sponecks bei der Judenvernichtung und bei Kriegsverbrechen während des Russlandfeldzugs[7] wurde 2015 entschieden, den Stolperstein zu entfernen. (Bevor die Entscheidung umgesetzt werden konnte, wurde der Stein von Unbekannten entwendet.)[8]
- In Germersheim wurde die General-Hans-Graf-Sponeck-Kaserne (seit 2012 Standort des Luftwaffenausbildungsbataillons), sowie die Hans-Graf-Sponeck-Straße nach ihm benannt. Im Juni 2015 wurde die Kaserne aus den oben genannten Gründen in Südpfalz-Kaserne umbenannt.[9]
- In Neustrelitz hängt seit 1992 eine Gedenktafel am Zaun des Parkhauses, einer Villa an der Parkstraße 3, wo er von 1935 bis 1937 wohnte.